# 동래무청선생안
동래무청선생안(東萊武廳先生案)은 부산광역시 동래구 충렬사에 있는, 조선시대 8세기 전반부터 19세기 후반까지 동래지역에서 각종 군부대의 상층부를 구성하면서 군부대를 이끌던 상급 직책인 무임(武任)을 역임한 사람들의 성명 등이 직책 단위로 입속(入屬)한 순서에 따라 기록되어 있는 책이다. 2015년 8월 19일 부산광역시의 유형문화재 제162호로 지정되었다.

## 개요
이 선생안은 18세기 전반부터 19세기 후반까지 동래지역에서 각종 군부대의 상층부를 구성하면서 군부대를 이끌던 상급 직책인 무임(武任)을 역임한 사람들의 성명 등이 직책 단위로 입속(入屬)한 순서에 따라 기록되어 있다.
『동래무청선생안』은 조선시대 지역사회의 권력 구조와 사회 이동, 그리고 사회관계와 사회적 경계에 접근하는 결정적인 연구 자료로 조선후기 동래지역의 역사적 특성을 가장 잘 보여주는 역사적, 문화적 자료이다. 무임 관련 자료가 남아 있는 곳이 동래를 제외하면 어디에도 없다는 사실은 필사본 『동래무청선생안』이 가지는 매우 중요한 가치라고 할 수 있다.
『동래무청선생안』은 사회 이동에 대한 종래의 통설에 새로운 문제 제기, 구한말 국제 정세에 대한 지역사회의 문화적 대응 문제, 일본과의 교역을 담당한 부류들의 성격에 대한 논의에 이르기까지 조선후기 지방, 특히 동래지역의 군제사, 사회사, 지역사 연구에 매우 귀중한 자료로 선생안을 활용한 성과가 대단하다.

## 같이 보기
- 충렬사

## 참고 문헌
- 동래무청선생안 - 국가유산청 국가유산포털